# Camarothorax obscurus
Camarothorax obscurus är en stekelart som beskrevs av Mayr 1906. Camarothorax obscurus ingår i släktet Camarothorax och familjen fikonsteklar. Inga underarter finns listade.